# 황금 마차 (1970년 영화)
황금 마차는 한국에서 제작된 김귀섭 감독의 1970년 영화이다. 김희갑 등이 주연으로 출연하였고 이원섭 등이 제작에 참여하였다.

## 출연

### 주연
- 김희갑
- 구봉서
- 황정순
- 서영춘

## 제작진
- 조명: 조기남